# 一揆
一揆，原本為一個漢文詞，「一」意為「相同」，「揆」意為「準則」，合併起來應理解為「道理（準則）一致」。如：孟子《孟子 (書)·离娄下》：“先聖後聖，其揆一也”，范曄《後漢書·荀韓鍾陳列傳》：“天地《六經》，其旨一揆。”，王绩 《醉鄉記》：“其氣和平一揆，無晦明寒暑。”
在古代日本引申為團結而起義。白話的說法就是民變、民亂。原意是指在神明的面前立誓要團結的團體或其所發起之戰鬥，而且一揆不一定要武裝起義，他們多是為了本身的要求來進行談判，當談判破裂時才武裝起義。一揆最早發起於室町幕府時代。

## 分類
一揆隨著屬性的不同大概可分成下列幾種類型：
- 土一揆：主要是受不了苛捐雜稅的農民或小商人，為了要求統治者實行免去高利貸債務的「德政令」進行政治請願或起義。主要發生於室町時代中、後期。
- 國一揆：即國人（當地有武裝勢力的土豪，野武士群的首領）企圖從地方守護手中奪取統治權而暴動，有時候也會聯合下屬的農民們。
- 一向一揆：一向宗門徒所形成的一揆。以強大的宗教向心力、捨命殺敵的聖戰模式著稱，甚至曾經形成過自治組織，自成一國（例如：1488年一向一揆殺死加賀國的大名富樫政親）。到了戰國末年，一向一揆的首領勢力甚至可以與各地大名們匹敵。有名一向一揆有：石山本願寺（一向宗大本營）、伊勢長島願証寺。
- 百姓一揆：江戶時代的百姓要求幕府和藩國減免過重的年貢而進行的暴動。雖然百姓一揆發生的次數相較於前三者更頻繁，但由於戰國末年「刀狩令」的發布，武器取得不易；加上幕府成功的分化政策，使得百姓一揆們往往犧牲首領向幕府換得請願的成功，以致於群龍無首、後繼無力。因此情況多能在江戶幕府控制之中，也使江戶幕府難以動搖，維持二百餘年的統治。

## 藝術

### 遊戲
- 東星軟體、Sunsoft開發，南夢宮發行的遊戲《農夫忍者》，日文原名是“いっき”（一揆）。
- 卡普空遊戲《戰國BASARA系列》的原創角色伊月（いつき），名字原型來自“一揆”的日文寫法“いっき”。

### 書籍
- 青木虹二 編集『百姓一揆総合年表』（三一書房、1971年）
- 青木虹二・保坂智 編集『編年百姓一揆史料集成』（三一書房、1971年 - ）
- 勝俣鎮夫 『一揆』 岩波書店、ISBN 4-00-420194-2
- 深谷克己監修 『百姓一揆事典』 民衆社、ISBN 4838309120
- 保坂智 『百姓一揆とその作法』 吉川弘文館、ISBN 4642055371
- 藤木久志 『刀狩り 武器を封印した民衆』 岩波書店〈岩波新書〉、2005年、ISBN 4-00-430965-4 C0221
- 新井孝重 『黒田悪党たちの中世史』 日本放送出版協会、2005年、ISBN 4-14-091035-6